# Pelzbienen

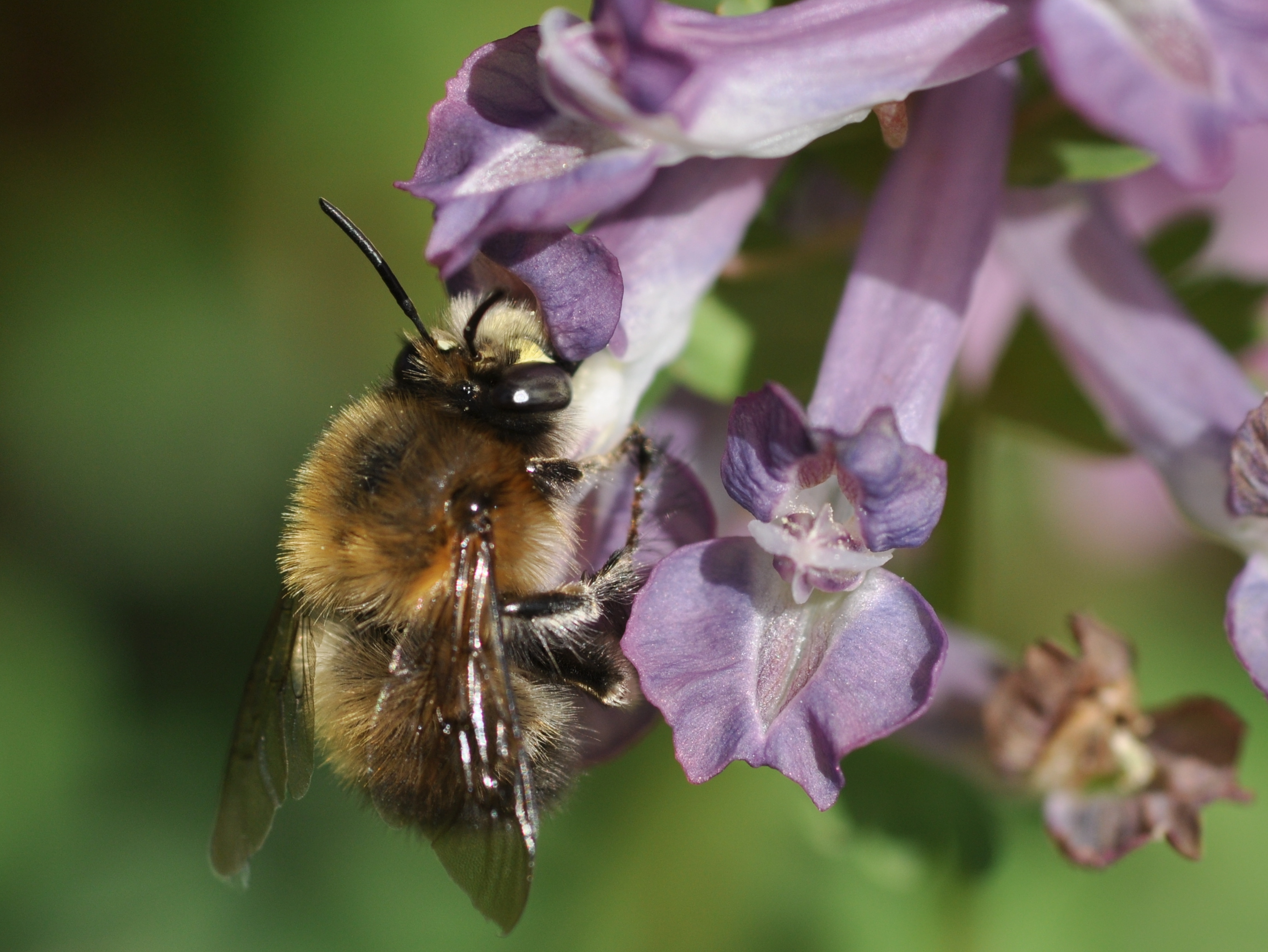
Antophora quadrimaculata

Als Pelzbienen werden häufig die Bienen der beiden Gattungen Anthophora und Amegilla bezeichnet. Sie gehören innerhalb der Bienen zu den Echten Bienen. Pelzbienen sind solitär lebende Bienen, die ihren Nachwuchs ohne einen Staat aufziehen. Durch ihre dicke Behaarung und ihre kompakte Erscheinung erinnern sie oft an Hummeln. Die meisten Arten dieser Gattungen legen ihre Brutzellen im Boden an, einige aber auch in morschem Holz.
Die häufigste Art in Deutschland ist die in Steilwänden brütende Gemeine Pelzbiene (Anthophora plumipes). Es kommen aber zwölf weitere Arten vor, so zum Beispiel die Anthophora fulvitarsis und Anthophora furcata. Eine weitere Art ist die Vierfleck-Pelzbiene (Anthophora quadrimaculata).

## Abgrenzung des deutschen Begriffs Pelzbienen
Manche Autoren (z. B. Heiko Bellmann 1999) verwenden den deutschen Begriff Pelzbienen für alle Angehörigen der Anthophorinae. Diese Autoren zählen also neben den eigentlichen Pelzbienen der Gattung Anthophora und Amegilla auch die Langhornbienen, die Trauerbienen (Melecta), Fleckenbienen (Thyreus), die Wespenbienen (Nomada), die Keulhornbienen (Ceratina) und einige kleinere Gattungen (Biastes, Ammobates, Ammobatoides, Epeoplus, Pasites) zu den Pelzbienen. Da einige dieser Tiere (z. B. die Wespenbienen) aber kahl und keineswegs pelzig sind, verwenden andere Autoren den Begriff Pelzbienen nur für die beiden Gattungen Anthophora und Amegilla (vergl. z. B. H. & M. Hintermeier 2000). Manche Autoren stellen Amegilla als Untergattung zu Anthophora (z. B. Westrich).